# Вівчарик імейський
Вівча́рик імейський (Phylloscopus emeiensis) — вид горобцеподібних птахів родини вівчарикових (Phylloscopidae).

## Поширення
Гніздиться локально в провінціях Сичуань, Юньнань, Гуйчжоу та Гуандун на півдні Китаю, а нещодавно було виявлено, що вони також розмножуються в провінції Шеньсі. З'являється на місцях розмноження в другій половині квітня. Одне негніздове спостереження є із південного сходу М'янми.

## Спосіб життя
Імейський вівчарик розмножується в помірних листяних широколистяних лісах, іноді з ялиною. Було встановлено, що він надає перевагу поєднанню старих вторинних і пересаджених широколистяних лісів з меншою щільністю в первинних широколистяних лісах. Було зареєстровано на висоті 1000—2200 м у сезон розмноження.